# (5571) Lesliegreen
(5571) Lesliegreen es un asteroide perteneciente al cinturón de asteroides, descubierto el 1 de junio de 1978 por Karl Walter Kamper desde el Observatorio de La Silla, Chile.

## Designación y nombre
Designado provisionalmente como 1978 LG. Fue nombrado Lesliegreen en honor a Leslie Green, tesorero de la Sociedad Astronómica Junior durante 40 años seguidos.